# روضه خانه محله وسط
روضه خانه محله وسط مربوط به اوایل دوره پهلوی است و در احمدآباد، بلوارامام خمینی، انتهای کوچه واقع شده و این اثر در تاریخ ۲ بهمن ۱۳۸۲ با شمارهٔ ثبت ۱۰۸۱۸ به‌عنوان یکی از آثار ملی ایران به ثبت رسیده‌است.